# Trichogramma pelovi
Trichogramma pelovi is een vliesvleugelig insect uit de familie Trichogrammatidae. De wetenschappelijke naam is voor het eerst geldig gepubliceerd in 1986 door Kostadinov.